# Průzkumníci (Star Trek: Stanice Deep Space Nine)
Průzkumníci (v anglickém originále Explorers; v původním českém překladu Badatelé) je v pořadí dvacátá druhá epizoda třetí sezóny seriálu Star Trek: Stanice Deep Space Nine.
Komandér Sisko postaví repliku prastarého bajorského vesmírného plavidla a společně s Jakem se pokouší dokázat, že Bajorané dokázali absolvovat mezihvězdné lety ještě před Cardassiany.

## Příběh
Benjamin Sisko studuje prastarou bajorskou kulturu a zjišťuje, že na starých legendách by mohlo být také zrnko pravdy: staří Bajorané mohli cestovat ven ze své planetární soustavy za použití slunečního větru, který by poháněl malé podsvětelné plavidlo. Komandér získá konstrukční schémata této lodě a jeho syn Jake souhlasí s tím, že jej na palubě postavené repliky doprovodí na plavbě po stopách starých Bajoranů. Doufají, že se jim podaří potvrdit teorii, že sluneční plachetnice mohla být použita i mimo bajorskou soustavu a že se Bajorané mohli dostat až někam ke Cardassii.
Mezitím Jake zjistí, že byl přijat na Penningtonův institut, prominentní literární školu na Novém Zélandu. Pohrává si s myšlenkou odchodu ze stanice, opustit svého otce a přátele, ale jeho přemítání je na plavbě zastaveno, když loď vletí do tachyonového víru, který ji zrychlí na warp rychlost. Plavidlo je při tom poškozeno, škody však nejsou život ohrožující.
Poté, co se loď dostane mimo vír, zkusí Sisko zjistit současnou pozici a s překvapením zjišťuje, že fenomén vzal toto malé podsvětelné plavidlo daleko mimo kurz a že netuší, kde přesně jsou. Když se společně s Jakem snaží najít způsob, jak zavolat o pomoc na Deep Space Nine, objeví se se svou lodí gul Dukat, který jim sdělí, že se dostali až do cardassijského prostoru. Jejich přílet navíc proběhl v době, kdy bylo nalezeno druhé solární plavidlo, které před staletími ztroskotalo na jednom z cardassijských měsíců. Cardassiané poté na počest cestovatelů a Siskovy odvahy vypálí jako ohňostroj barevná fotonová torpéda.

## Zajímavosti
- V této epizodě je poprvé zmíněna kapitán nákladní lodi Kasidy Yatesová, která se objeví v následujícím díle.
- Poprvé zde vystoupí Leeta, jedna z Quarkových bajorských dabo dívek.